# 川口為之助

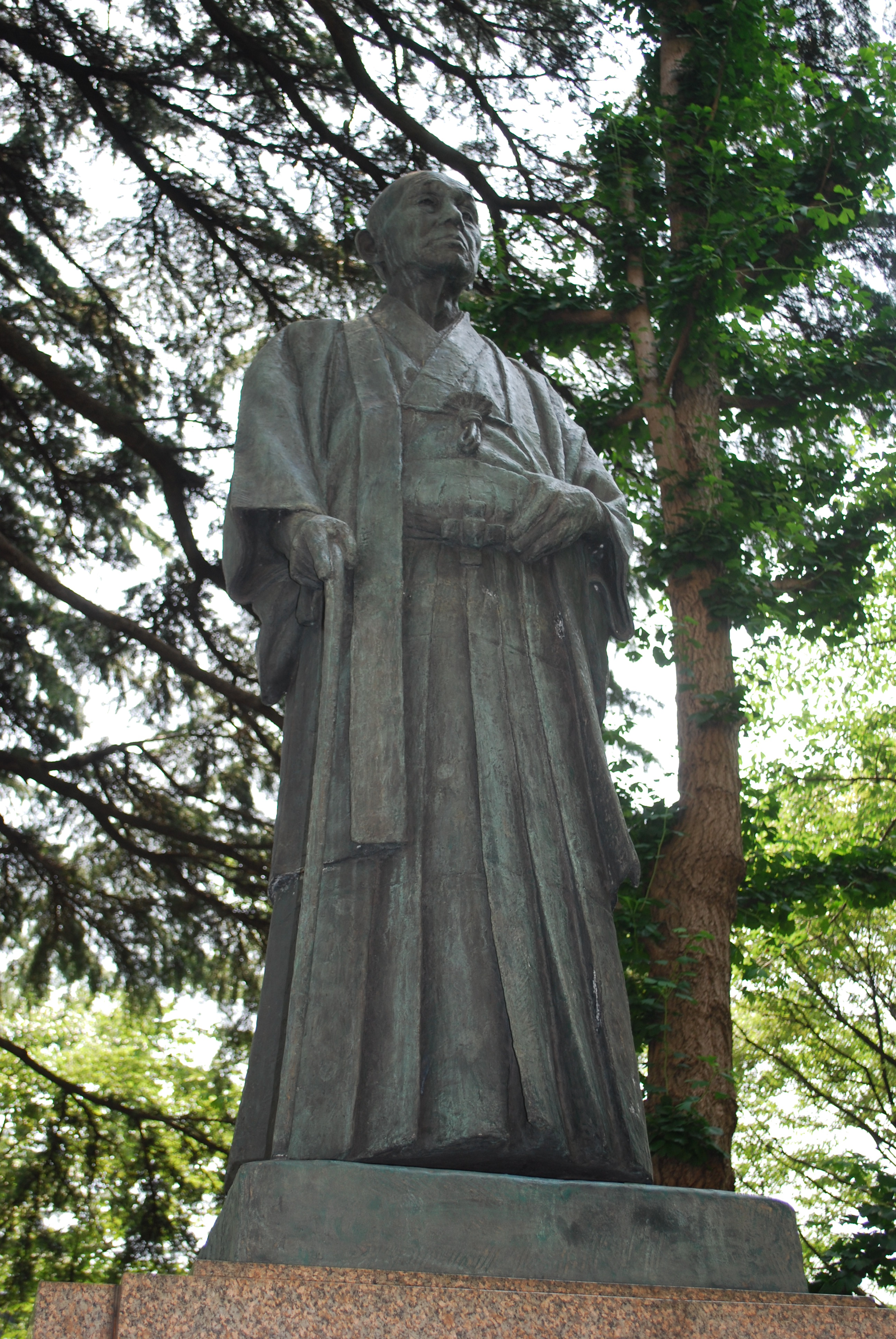
川口為之助像（千葉市・羽衣公園）

川口 為之助（かわぐち ためのすけ、川口爲之助、1881年12月5日 - 1962年2月23日）は、大正・昭和期の日本の政治家。千葉県印旛郡志津村（現：佐倉市上志津）出身。日本国憲法制定後の初代民選千葉県知事（通算では36代目）。知事の辞任後には参議院議員を務めた。

## 経歴
旧姓は豊田。幼少の頃に隣村の千葉郡犢橋村（現在の千葉市花見川区）の川口家の養子となる。1902年県立千葉中学校を卒業後、陸軍野戦砲兵連隊の一員として日露戦争に参加する。
1915年立憲政友会から千葉県会議員に初当選、途中犢橋村長への就任などによる中断期間を挟みながら4期16年間務めた。この間1928年から1年間県会議長を務めている。だが、1940年に立憲政友会が解散して大政翼賛会が成立すると県議の地位を退き、1944年には公職から完全に退いた。
1945年、日本が太平洋戦争で敗れて旧政友会系の新党である日本自由党が結党されると川口もこれに参加して政治活動を再開、1947年初の県知事公選に自由党から出馬する。日本進歩党は内務官僚で千葉県に赴任経験もある山形県知事の織田智を推薦して激しく争った。この他にも4人の候補が立候補した選挙は大混戦となる。4月5日に行われた投票の結果、川口は第1位となったものの道府県制の選挙規定で定められた当選に必要な最低得票（有効投票数の3/8）に達せず第2位の織田との決選投票となる。この結果、日本社会党や日本共産党が織田支持を表明したため苦戦に陥ったものの、4月15日の決選投票では川口が284,321万票を得て、242,349票を獲得した織田を約4.2万票差で振り切って初代民選知事に当選した。
森を愛した川口は「野人知事」という愛称で親しまれた。戦争で荒廃した県内再建のために県振興5ヵ年計画を実施する。GHQの干渉や財政難に悩みながらも農地改革の実行と下総台地の開拓事業の促進によって自作農12万戸を創設し、県内の食糧事情の大幅な改善に実績を挙げた。1950年12月、千葉市への川崎製鉄進出を見届けると、再建に一区切り付いたとして任期半年を残して辞任した。1953年第3回参議院議員通常選挙では自由党から地方区（千葉県選挙区）から出馬して当選。その後、保守合同で自由民主党が成立すると県連会長となり、千葉日報社長なども務めた。
従四位勲三等旭日中綬章受章、現在千葉市の千葉県庁前に銅像が立てられている。